# 路易·艾黎故居

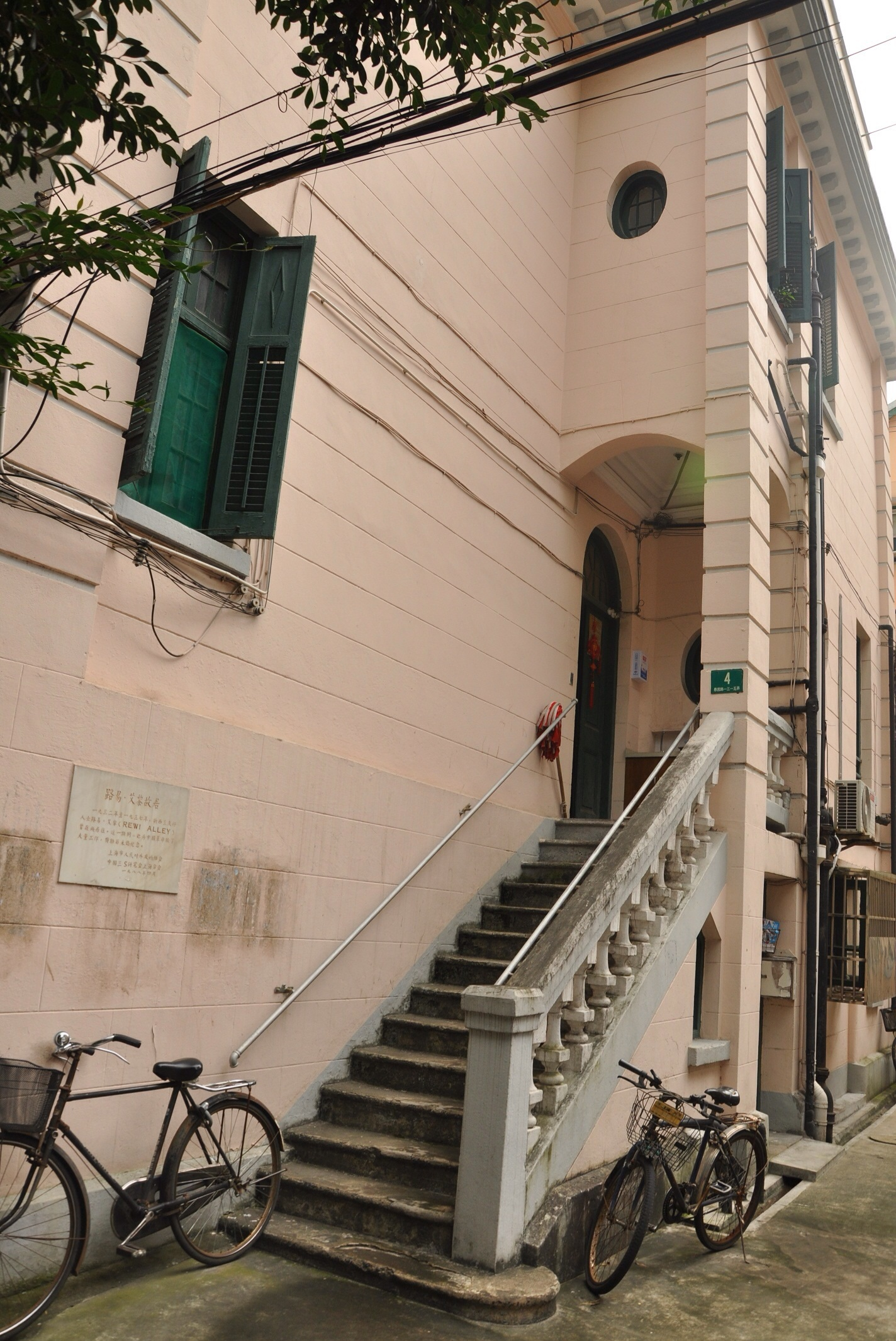

路易·艾黎故居是中国上海的一处遗址纪念地，位于长宁区华阳路街道愚园路1315弄瑞兴坊4号。英国式双开间三层砖木结构建筑，室外有扶梯直接通往二楼居室，原建筑带有车库和小花园。

## 历史
路易·艾黎是新西兰人，任上海公共租界工部局工业科首席工厂视察员。他于1932—1937年在这幢三层西式住宅居住。1934年，这里成为中共地下党的碰头地点。鲁迅的两位日本友人曾为躲避追捕而在此居住。宋庆龄曾安排路易·艾黎设置秘密电台，该电台被安置于此处的顶楼。
2014年4月4日，路易·艾黎故居列为上海市文物保护单位。